# Шрусбері Тауншип (Нью-Джерсі)
Шрусбері Тауншип (англ. Shrewsbury Township) — селище (англ. township) в США, в окрузі Монмаут штату Нью-Джерсі. Населення — 1076 осіб (2020).

## Демографія
Згідно з переписом 2010 року, у селищі мешкала 1141 особа в 583 домогосподарствах у складі 266 родин. Було 648 помешкань
Расовий склад населення:
| - 72,1 % — білих - 14,3 % — чорних або афроамериканців - 6,6 % — азіатів - 0,1 % — корінних американців - 3,0 % — осіб інших рас |

До двох чи більше рас належало 3,9 %. Частка іспаномовних становила 14,1 % від усіх жителів.
За віковим діапазоном населення розподілялося таким чином: 18,8 % — особи молодші 18 років, 63,2 % — особи у віці 18—64 років, 18,0 % — особи у віці 65 років та старші. Медіана віку мешканця становила 41,9 року. На 100 осіб жіночої статі у селищі припадало 82,6 чоловіків;  на 100 жінок у віці від 18 років та старших — 76,2 чоловіків також старших 18 років.
Середній дохід на одне домашнє господарство  становив 60 421 долар США (медіана — 50 909), а середній дохід на одну сім'ю — 78 916 доларів (медіана — 58 281). Медіана доходів становила 47 031 долар для чоловіків та 37 589 доларів для жінок. За межею бідності перебувало 16,3 % осіб, у тому числі 36,0 % дітей у віці до 18 років та 9,1 % осіб у віці 65 років та старших.
Цивільне працевлаштоване населення становило 644 особи. Основні галузі зайнятості: мистецтво, розваги та відпочинок — 17,5 %, роздрібна торгівля — 17,1 %, освіта, охорона здоров'я та соціальна допомога — 14,0 %.